# Selección de rugby league de El Salvador
La Selección de rugby league de El Salvador apodado El Trueno Azul, representa a El Salvador en torneos internacionales. 
Tuvieron su primer torneo internacional de 9 en 2015 en el Cabramatta nines.

## Última convocatoria
- Álvaro Alarcon
- Junior Alarcon
- Michael Alarcon
- Fredy Salvador Arteaga Figueroa
- Frank Godinez
- Jonathan Godinez
- Josh Guzman
- Roque Joel Perez Mejia
- JC Mendez (c)
- Eric Orellana

## Partidos disputados
| 12 de junio de 2016 | El Salvador | 20 - 58 | Chile | Sídney, Australia |  |

| 6 de febrero de 2017 | El Salvador | 12 - 32 | Tailandia | Sídney, Australia |  |

| 30 de septiembre de 2017 | El Salvador | 46 - 10 | Uruguay | Sídney, Australia |  |

| 20 de octubre de 2018 | El Salvador | 48 - 10 | Colombia | Brisbane, Australia |  |

| 6 de marzo de 2021 | El Salvador | 18 - 10 | Perú | Sídney, Australia |  |

| 8 de octubre de 2022 | El Salvador | 24 - 26 | Japón | Sídney, Australia |  |

## Historial
Solo se consideran partidos en formato de rugby 13.
| Oponente  | Jugados | Ganados | Empatados | Perdidos | % de victorias | Mejor resultado |
| --------- | ------- | ------- | --------- | -------- | -------------- | --------------- |
| Chile     | 1       | 0       | 0         | 1        | 0.0%           | 20-58           |
| Colombia  | 1       | 1       | 0         | 0        | 100.0%         | 48-10           |
| Japón     | 1       | 0       | 0         | 1        | 0.0%           | 24-26           |
| Perú      | 1       | 1       | 0         | 0        | 100.0%         | 18-10           |
| Tailandia | 1       | 0       | 0         | 1        | 0.0%           | 12-32           |
| Uruguay   | 1       | 1       | 0         | 0        | 100.0%         | 46-10           |
| Total     | 6       | 3       | 0         | 3        | 50.0%          | -               |

## Palmarés
- Torneo Latino de Rugby League (1): 2019

## Participación en copas

### Rugby League Sevens
- Torneo Latino 2015: Fase de grupos

### Rugby League Nines
- Torneo Latino 2016: Semifinalista.[1]
- Torneo Latino 2019: Campeón invicto